# Mistrzostwa Świata w Kolarstwie Torowym 1971
68. Mistrzostwa Świata w Kolarstwie Torowym 1971 odbyły się we włoskim Varese. W programie mistrzostw znalazło się jedenaście konkurencji: sprint i wyścig na dochodzenie dla kobiet oraz sprint, wyścig na dochodzenie, wyścig ze startu zatrzymanego zarówno dla zawodowców jak i amatorów, wyścig drużynowy na dochodzenie zawodowców, a także wyścig tandemów i wyścig na 1000 m dla mężczyzn.

## Medaliści

### Kobiety
| Konkurencja                        | Złoto             | Srebro                 | Brąz          |
| ---------------------------------- | ----------------- | ---------------------- | ------------- |
| Sprint indywidualny                | Galina Cariowa    | Galina Jermołajewa     | Iva Zajíčková |
| Wyścig indywidualny na dochodzenie | Tamara Garkuszyna | Keetie van Oosten-Hage | Iva Zajíčková |

### Mężczyźni
| Konkurencja                                   | Złoto                                                                           | Srebro                                                                   | Brąz                                                             |
| --------------------------------------------- | ------------------------------------------------------------------------------- | ------------------------------------------------------------------------ | ---------------------------------------------------------------- |
| Sprint indywidualny amatorów                  | Daniel Morelon                                                                  | Siergiej Krawcow                                                         | Ivan Kučírek                                                     |
| Wyścig indywidualny na dochodzenie amatorów   | Martín Emilio Rodríguez                                                         | Josef Fuchs                                                              | Giacomo Bazzan                                                   |
| Wyścig ze startu zatrzymanego amatorów        | Horst Gnas                                                                      | Rainer Podlesch                                                          | Bert Boom                                                        |
| Sprint indywidualny zawodowców                | Leijn Loevesijn                                                                 | Robert Van Lancker                                                       | Giordano Turrini                                                 |
| Wyścig indywidualny na dochodzenie zawodowców | Dirk Baert                                                                      | Charly Grosskost                                                         | Hugh Porter                                                      |
| Wyścig ze startu zatrzymanego zawodowców      | Theo Verschueren                                                                | Jacob Oudkerk                                                            | Domenico De Lillo                                                |
| Wyścig drużynowy na dochodzenie               | Włochy · Pietro Algeri · Giacomo Bazzan · Giorgio Morbiato · Luciano Borgognoni | NRD · Thomas Huschke · Heinz Richter · Herbert Richter · Uwe Unterwalder | RFN · Günter Haritz · Udo Hempel · Peter Vonhof · Jürgen Colombo |
| Wyścig na 1000 m                              | Eduard Rapp                                                                     | Peder Pedersen                                                           | Pierre Trentin                                                   |
| Tandemy                                       | NRD · Hans-Jürgen Geschke · Werner Otto                                         | RFN · Jürgen Barth · Rainer Müller                                       | Francja · Pierre Trentin · Daniel Morelon                        |

## Klasyfikacja medalowa
| Miejsce | Państwo         |   |   |   | Razem |
| ------- | --------------- | - | - | - | ----- |
| 1.      | ZSRR            | 3 | 2 | 0 | 5     |
| 2.      | Belgia          | 2 | 1 | 0 | 3     |
| 3.      | Holandia        | 1 | 2 | 1 | 4     |
|         | RFN             | 1 | 2 | 1 | 4     |
| 5.      | Francja         | 1 | 1 | 2 | 4     |
| 6.      | NRD             | 1 | 1 | 0 | 2     |
| 7.      | Australia       | 1 | 0 | 3 | 4     |
| 8.      | Kolumbia        | 1 | 0 | 0 | 1     |
| 9.      | Dania           | 0 | 1 | 0 | 1     |
|         | Szwajcaria      | 0 | 1 | 0 | 1     |
| 11.     | Czechosłowacja  | 0 | 0 | 3 | 3     |
| 12.     | Wielka Brytania | 0 | 0 | 1 | 1     |